# Сиалолипидоз
Сиалолипидо́з (муколипидо́з IV) — аутосомно-рецессивное наследственное заболевание из группы муколипидозов, относящееся к лизосомным болезням накопления. Клиническая картина отличается разнообразной симптоматикой, включающей задержку психомоторного развития и различные глазные аберрации. Заболевание обусловлено различными мутациями гена MCOLN1, расположенного на длинном плече 19-й хромосомы (19q13.3-p13.2), который кодирует неселективный катионный канал муколипина-1. Результатом данной генной мутации является нарушение клеточных функций, которое ведёт к патологии нервной системы посредством неизвестного механизма (исследователи спорят о физиологической роли сложного белка и иона, который он переносит).

## Эпидемиология
Понятие муколипидоз IV объединяет различные мутации гена MCOLN1. В клинической практике симптоматика иногда неверно трактуется как детский церебральный паралич. Среди евреев ашкенази встречаются две серьёзные мутации, с частотой от 1:90 до 1:100.

## Наследование
Сиалолипидоз наследуется, как и подавляющее большинство лизосомных болезней накопления, по аутосомно-рецессивному типу — с одинаковой частотой встречается как у мужчин, так и у женщин.